# درخت کریسمس (فیلم ۱۹۶۹)
درخت کریسمس (انگلیسی: The Christmas Tree) فیلمی به کارگردانی ترنس یانگ است.

## بازیگران
- ویلیام هولدن
- ویرنا لیزی
- بورویل
- ماریو فلیچانی
- ماریا اشنایدر
- ژان-پیر کاستالدی
- پائول بانیفاش